# Promenade dans les oliviers
Promenade dans les oliviers – ou Promenade des oliviers – est un tableau réalisé par le peintre français Henri Matisse en 1905 à Collioure, dans les Pyrénées-Orientales. Cette huile sur toile est un paysage fauve qui représente un chemin passant entre deux oliviers et sur lequel est engagée une femme portant une ombrelle rouge. Un temps la propriété des collectionneurs américains Michael et Sarah Stein, elle est aujourd'hui conservée au musée Pola de Hakone, au Japon.